# Кораблинский район
Корабли́нский райо́н — административно-территориальная единица (район) и муниципальное образование (муниципальный район) на юге Рязанской области России.
Административный центр — город Кораблино.

## География
Кораблинский район расположен в юго-западной части Рязанской области. Площадь района — 1171 км². Административный центр — город Кораблино. Через центр проходит железная дорога Рязань — Ряжск — Мичуринск. Расстояние от города Кораблино до города Рязани составляет 85 км. На севере Кораблинский район граничит со Старожиловским районом, на юге с Ряжским, на западе со Скопинским и Пронским, на востоке — с Сапожковским и Ухоловским районами.
Полезные ископаемые
На территории района отмечены месторождения бурого угля с прослоями огнеупорных глин и известняков, которые выходят на поверхность на правом берегу реки Ранова. На юге района обнаружен строительный песок. Известняки используются в качестве строительного материала, а также для известкования кислых почв.
Водные ресурсы
В Кораблинском районе протекают крупные реки Проня и Ранова. Протяженность рек на территории района, Проня — 20 км, реки Ранова — 81 км. Наиболее крупные притоки Прони — реки Алешня, Молва, Марьинка, Исаевка. Всего по территории протекает 12 малых рек протяженностью от 3-х километров и более.
Почвы
В почвенном покрове на территории района преобладают чернозёмы (44 % всей площади) и серые лесные почвы (31 % всей площади). Кроме того, в районе отмечены дерново-подзолистые, болотно-подзолистые, пойменные, дерновые, овражно-балочные и чернозёмно-луговые почвы.
Леса
По лесорастительному районированию Кораблинский район относится к зоне северной лесосеки, к дубово-клёно-липовому району. Лесной фонд занимает 11,4 % земель района. На территории района находится Кораблинский лесхоз.

## История
Территория нынешнего Кораблинского района была заселена около 7 тысяч лет назад, в период мезолита. Поселение неолитического человека открыто археологами около села Ухорь, где были найдены каменные топоры и изделия из керамики.
Недалеко от сёл Аманово, Григорьевское, Пехлец, Семион, Юраково, Красная Горка, Ухорь археологами обнаружено более 10 поселений бронзового века. Также были открыты несколько поселений железного века около населённых пунктов Асаново, Григорьевское, Кумино, Лесуново, Никитино, Пустотино, Семион, Юраково.
До монгольского нашествия на территории района появляются кочевые племена половцев, печенегов, хазар. После вхождения Рязанского княжества в состав Русского государства, кораблинская земля оказалась на его южных рубежах, в пределах Пехлецкого стана. До основания Ряжска в 1557 году, центром стана был город-крепость Толпино.
В XVIII веке на кораблинских землях развивается промышленность. Основой экономики того времени являлось земледелие. Также развивались скотоводство, рыболовство, бортничество и охота. События 1905—1917 годов не обошли волости Ряжского уезда. Особенно значительного размаха достигло крестьянское движение в 1905 году в Пустотинской и Троице-Лесуновской волостях.
Постановлением Президиума ВЦИК СССР от 12 июля 1929 года «О составе округов и районов Московской области и центрах» был образован Кораблинский район Рязанского округа Московской области из Кораблинской волости Ряжского уезда, Предтеченской волости Рязанского уезда и Ерлинской волости Скопинского уезда. 26 сентября 1937 года происходит разделение Московской области. Кораблинский район входит с состав вновь образованной Рязанской области.
Война унесла жизни 8500 человек из 11600 ушедших на фронт. Осенью 1941 года району пришлось обороняться от немецких захватчиков.
В 1944—1945 годах изменилось административно-территориальное деление Рязанской области. 1 марта 1944 года из 27 сельских Советов был образован Семионовский район, центром которого стало одноимённое село.
5 апреля 1956 года в состав района передана территория упразднённого Семионовского района.
В результате муниципальной реформы 2006 года на территории 20 сельских округов: Амановский (с. Аманово), Бобровинский (д. Бобровинки), Великолукский (д. Великая Лука), Ерлинский (с. Ерлино), Кипчаковский (с. Кипчаково), Ключанский (с. Ключ), Ковалинский (д. Ковалинка), Красненский (п. Проницы), Курбатовский (с. Курбатово), Моловский (д. Моловка), Незнановский (с. Незнаново), Никитинский (с. Никитино), Николаевский (д. Молвина Слобода), Пехлецкий (с. Пехлец), Пустотинский (с. Пустотино), Семионовский (с. Семион), Троицкий (с. Троица), Чижовский (с. Чижово), Юраковский (с. Юраково), Яблоневский (с. Яблонево), были образованы 9 сельских поселений.

## Население
| 1939    | 1959    | 1970    | 1979    | 1989    | 2002    | 2009    | 2010    | 2012    |
| ------- | ------- | ------- | ------- | ------- | ------- | ------- | ------- | ------- |
| 51 053  | ↘33 293 | ↗34 975 | ↘30 548 | ↘28 144 | ↘26 026 | ↘24 085 | ↘22 941 | ↗22 944 |
| 2013    | 2014    | 2015    | 2016    | 2017    | 2018    | 2019    | 2020    | 2021    |
| ↗23 118 | ↘23 056 | ↘22 869 | ↗22 884 | ↘22 678 | ↘22 313 | ↘21 886 | ↘21 701 | ↗22 404 |
| 2023    |         |         |         |         |         |         |         |         |
| ↘21 903 |         |         |         |         |         |         |         |         |

### Урбанизация
Городское население (город Кораблино) составляет 46,04 % населения района.
Демография
Демографическая ситуация характеризуется отрицательным естественным приростом населения. Трудоспособное население составляет 57,35 % от общего числа жителей района, пенсионеры — 26,42 %.

### Национальный состав
По итогам переписи населения 2020 года проживали следующие национальности (национальности менее 0,1 % и другое, см. в сноске к строке «Другие»):
| Национальность | Численность, чел. | Доля     |
| -------------- | ----------------- | -------- |
| Русские        | 20 759            | 92,66 %  |
| Киргизы        | 219               | 0,98 %   |
| Узбеки         | 130               | 0,58 %   |
| Таджики        | 129               | 0,58 %   |
| Украинцы       | 99                | 0,44 %   |
| Армяне         | 95                | 0,42 %   |
| Татары         | 83                | 0,37 %   |
| Азербайджанцы  | 57                | 0,25 %   |
| Молдаване      | 33                | 0,15 %   |
| Другие         | 800               | 3,57 %   |
| Итого          | 22 404            | 100,00 % |

## Территориальное устройство
В рамках административно-территориального устройства, Кораблинский район включает 1 город районного значения и 9 сельских округов.
В рамках организации местного самоуправления, муниципальный район делится на 10 муниципальных образований, в том числе 1 городское и 9 сельских поселений.
| №  | Муниципальное образование            | Административный центр | Количество населённых пунктов | Население (чел.) | Площадь (км²) |
| -- | ------------------------------------ | ---------------------- | ----------------------------- | ---------------- | ------------- |
| 1  | Кораблинское городское поселение     | город Кораблино        | 1                             | ↘10 084          | 11,67         |
| 2  | Бобровинское сельское поселение      | деревня Бобровинки     | 18                            | ↗1718            | 128,03        |
| 3  | Кипчаковское сельское поселение      | село Кипчаково         | 14                            | ↗1379            | 114,20        |
| 4  | Ключанское сельское поселение        | село Ключ              | 9                             | ↗1117            | 123,12        |
| 5  | Ковалинское сельское поселение       | деревня Ковалинка      | 6                             | ↗1048            | 98,75         |
| 6  | Молвинослободское сельское поселение | село Молвина Слобода   | 15                            | ↗805             | 92,09         |
| 7  | Незнановское сельское поселение      | село Незнаново         | 21                            | ↗1655            | 201,58        |
| 8  | Пехлецкое сельское поселение         | село Пехлец            | 5                             | ↗1914            | 62,08         |
| 9  | Пустотинское сельское поселение      | село Пустотино         | 17                            | ↗1367            | 211,28        |
| 10 | Яблоневское сельское поселение       | село Яблонево          | 9                             | ↘1067            | 128,41        |

## Населённые пункты
В Кораблинском районе 115 населённых пунктов, в том числе один город, 75 деревень, 13 посёлков и 26 сёл.
| №   | Населённый пункт             | Тип                           | Население | Муниципальное образование            |
| --- | ---------------------------- | ----------------------------- | --------- | ------------------------------------ |
| 1   | Алексеевка                   | деревня                       | 7         | Незнановское сельское поселение      |
| 2   | Аманово                      | село                          | ↘170      | Бобровинское сельское поселение      |
| 3   | Анновка                      | деревня                       | ↘47       | Молвинослободское сельское поселение |
| 4   | Асаново                      | деревня                       | ↘4        | Незнановское сельское поселение      |
| 5   | Асники                       | деревня                       | 16        | Незнановское сельское поселение      |
| 6   | Бестужево                    | село                          | ↘310      | Молвинослободское сельское поселение |
| 7   | Бобровинки                   | деревня                       | ↘541      | Бобровинское сельское поселение      |
| 8   | Быково                       | деревня                       | ↘19       | Незнановское сельское поселение      |
| 9   | Быковская Степь              | посёлок                       | 252       | Ключанское сельское поселение        |
| 10  | Великая Лука                 | деревня                       | ↘201      | Ковалинское сельское поселение       |
| 11  | Верхняя Ищередь              | деревня                       | ↘12       | Пустотинское сельское поселение      |
| 12  | Владимировка                 | деревня                       | 14        | Бобровинское сельское поселение      |
| 13  | Волкова                      | посёлок                       | 14        | Бобровинское сельское поселение      |
| 14  | Волконка                     | деревня                       | 8         | Молвинослободское сельское поселение |
| 15  | Воротцы                      | деревня                       | 6         | Пустотинское сельское поселение      |
| 16  | Газопровода                  | посёлок                       | 313       | Пехлецкое сельское поселение         |
| 17  | Гальцово                     | деревня                       | 7         | Бобровинское сельское поселение      |
| 18  | Грачевка                     | деревня                       | 11        | Ковалинское сельское поселение       |
| 19  | Григорьевское                | деревня                       | 37        | Кипчаковское сельское поселение      |
| 20  | Гудово                       | деревня                       | 12        | Незнановское сельское поселение      |
| 21  | Демьяново                    | деревня                       | ↘27       | Ключанское сельское поселение        |
| 22  | Добрятино                    | деревня                       | 2         | Незнановское сельское поселение      |
| 23  | Дроково                      | деревня                       | ↘34       | Яблоневское сельское поселение       |
| 24  | Ерлино                       | село                          | ↘353      | Яблоневское сельское поселение       |
| 25  | Ерлино Выселки               | деревня                       | 6         | Яблоневское сельское поселение       |
| 26  | Жаркое                       | деревня                       | 38        | Кипчаковское сельское поселение      |
| 27  | Залесно-Чулково              | деревня                       | ↘238      | Яблоневское сельское поселение       |
| 28  | Зараново                     | деревня                       | 18        | Пустотинское сельское поселение      |
| 29  | Заречье                      | посёлок                       | 6         | Ключанское сельское поселение        |
| 30  | Зимарово                     | деревня                       | 10        | Бобровинское сельское поселение      |
| 31  | Ибердский                    | посёлок                       | 428       | Кипчаковское сельское поселение      |
| 32  | Исаевка                      | деревня                       | 0         | Бобровинское сельское поселение      |
| 33  | Каменка                      | деревня                       | 135       | Незнановское сельское поселение      |
| 34  | Кикино                       | село                          | ↘6        | Кипчаковское сельское поселение      |
| 35  | Кипчаково                    | село                          | ↘461      | Кипчаковское сельское поселение      |
| 36  | Ключ                         | село                          | ↘636      | Ключанское сельское поселение        |
| 37  | Княжое                       | село                          | ↘169      | Кипчаковское сельское поселение      |
| 38  | Ковалинка                    | деревня                       | ↘385      | Ковалинское сельское поселение       |
| 39  | Конобеево                    | деревня                       | 2         | Кипчаковское сельское поселение      |
| 40  | Константиновка               | деревня                       | 0         | Молвинослободское сельское поселение |
| 41  | Копцево                      | деревня                       | 37        | Бобровинское сельское поселение      |
| 42  | Кораблино                    | город, административный центр | ↘10 084   | Кораблинское городское поселение     |
| 43  | Красная Горка                | деревня                       | 29        | Кипчаковское сельское поселение      |
| 44  | Красная Поляна               | деревня                       | 19        | Кипчаковское сельское поселение      |
| 45  | Красная Поляна               | деревня                       | 8         | Незнановское сельское поселение      |
| 46  | Красные Выселки              | деревня                       | 4         | Молвинослободское сельское поселение |
| 47  | Красный Городок              | посёлок                       | 8         | Пустотинское сельское поселение      |
| 48  | Кривка                       | деревня                       | 0         | Ключанское сельское поселение        |
| 49  | Крутое                       | деревня                       | 15        | Яблоневское сельское поселение       |
| 50  | Кумино                       | село                          | ↘4        | Яблоневское сельское поселение       |
| 51  | Курбатово                    | село                          | ↘232      | Пустотинское сельское поселение      |
| 52  | Ленинский                    | посёлок                       | 82        | Пустотинское сельское поселение      |
| 53  | Лесуново                     | село                          | ↘91       | Пустотинское сельское поселение      |
| 54  | Летогоща                     | посёлок                       | 5         | Пустотинское сельское поселение      |
| 55  | Лоша                         | деревня                       | ↘2        | Незнановское сельское поселение      |
| 56  | Лужки                        | деревня                       | 58        | Незнановское сельское поселение      |
| 57  | Ляпуновка                    | деревня                       | 7         | Молвинослободское сельское поселение |
| 58  | Максиков                     | посёлок                       | 0         | Пустотинское сельское поселение      |
| 59  | Малая Дмитриевка             | деревня                       | 0         | Бобровинское сельское поселение      |
| 60  | Малиновка                    | деревня                       | 0         | Кипчаковское сельское поселение      |
| 61  | Малые Выселки                | посёлок                       | 16        | Пустотинское сельское поселение      |
| 62  | Марьинка                     | деревня                       | 28        | Ковалинское сельское поселение       |
| 63  | Михино                       | деревня                       | 337       | Бобровинское сельское поселение      |
| 64  | Молвина Слобода              | село                          | ↘139      | Молвинослободское сельское поселение |
| 65  | Моловка                      | деревня                       | 170       | Бобровинское сельское поселение      |
| 66  | Муратовка                    | деревня                       | 20        | Бобровинское сельское поселение      |
| 67  | Мурзинка                     | село                          | ↘9        | Бобровинское сельское поселение      |
| 68  | Набережная                   | деревня                       | 1         | Кипчаковское сельское поселение      |
| 69  | Наземное                     | деревня                       | 0         | Бобровинское сельское поселение      |
| 70  | Незнаново                    | село                          | ↘607      | Незнановское сельское поселение      |
| 71  | Неретино                     | село                          | ↘33       | Пехлецкое сельское поселение         |
| 72  | Нижняя Ищередь               | село                          | ↘14       | Пустотинское сельское поселение      |
| 73  | Никитино                     | село                          | ↘152      | Незнановское сельское поселение      |
| 74  | Николаевка                   | деревня                       | ↘17       | Молвинослободское сельское поселение |
| 75  | Ново-Александровские Выселки | деревня                       | 0         | Бобровинское сельское поселение      |
| 76  | Новопоселенный Рог           | деревня                       | 0         | Незнановское сельское поселение      |
| 77  | Новосёлово                   | деревня                       | 33        | Ковалинское сельское поселение       |
| 78  | Новые Воды                   | деревня                       | 10        | Ключанское сельское поселение        |
| 79  | Октябрь                      | деревня                       | 110       | Пустотинское сельское поселение      |
| 80  | Павловка                     | деревня                       | 5         | Молвинослободское сельское поселение |
| 81  | Павловка                     | деревня                       | 4         | Незнановское сельское поселение      |
| 82  | Пахомовка                    | деревня                       | 1         | Ключанское сельское поселение        |
| 83  | Первомайский                 | посёлок                       | 1         | Пустотинское сельское поселение      |
| 84  | Петрово                      | деревня                       | 1         | Ключанское сельское поселение        |
| 85  | Пехлец                       | село                          | ↗822      | Пехлецкое сельское поселение         |
| 86  | Прибытки                     | деревня                       | 4         | Бобровинское сельское поселение      |
| 87  | Приянки                      | деревня                       | ↘83       | Кипчаковское сельское поселение      |
| 88  | Проницы                      | посёлок                       | 168       | Незнановское сельское поселение      |
| 89  | Пустотино                    | село                          | ↘340      | Пустотинское сельское поселение      |
| 90  | Рябиновка                    | деревня                       | 3         | Молвинослободское сельское поселение |
| 91  | Светозаровка                 | деревня                       | 6         | Незнановское сельское поселение      |
| 92  | Семион                       | село                          | ↘379      | Незнановское сельское поселение      |
| 93  | Серебряный                   | посёлок                       | 32        | Молвинослободское сельское поселение |
| 94  | Серьзево                     | село                          | ↘11       | Ковалинское сельское поселение       |
| 95  | Слободка                     | деревня                       | 29        | Незнановское сельское поселение      |
| 96  | Сосновка                     | деревня                       | 25        | Кипчаковское сельское поселение      |
| 97  | Строилово                    | деревня                       | 12        | Бобровинское сельское поселение      |
| 98  | Табаево                      | деревня                       | ↘113      | Пехлецкое сельское поселение         |
| 99  | Троица                       | село                          | ↘183      | Пустотинское сельское поселение      |
| 100 | Ухорские Выселки             | деревня                       | 1         | Незнановское сельское поселение      |
| 101 | Ухорь                        | село                          | ↘44       | Незнановское сельское поселение      |
| 102 | Филатово                     | село                          | ↘32       | Молвинослободское сельское поселение |
| 103 | Фролово                      | деревня                       | 141       | Пехлецкое сельское поселение         |
| 104 | Харламовка                   | деревня                       | 1         | Бобровинское сельское поселение      |
| 105 | Хмелевое                     | деревня                       | 35        | Пустотинское сельское поселение      |
| 106 | Хомут                        | деревня                       | ↘30       | Молвинослободское сельское поселение |
| 107 | Хомутск                      | деревня                       | 45        | Кипчаковское сельское поселение      |
| 108 | Чемоданово                   | деревня                       | ↘0        | Незнановское сельское поселение      |
| 109 | Чигасово                     | деревня                       | 2         | Ключанское сельское поселение        |
| 110 | Чижово                       | село                          | ↘139      | Яблоневское сельское поселение       |
| 111 | Шилово                       | деревня                       | 22        | Молвинослободское сельское поселение |
| 112 | Щелево                       | деревня                       | 0         | Яблоневское сельское поселение       |
| 113 | Юмашево                      | деревня                       | ↘29       | Пустотинское сельское поселение      |
| 114 | Юраково                      | село                          | ↘83       | Молвинослободское сельское поселение |
| 115 | Яблонево                     | село                          | ↘205      | Яблоневское сельское поселение       |

## Символика
Символика района (флаг и герб) утверждена Решением районного Совета депутатов № 5 «Об утверждении символики муниципального образования — Кораблинский муниципальный район Рязанской области» от 27 февраля 2013 года.

## Органы управления
Дума Кораблинского района
Является представительным органом Кораблинского муниципального района. Выборный орган местного самоуправления, обладающий правом представлять интересы населения и принимать от его имени решения, действующие на территории Кораблинского района. Дума избирается в количестве 19 человек сроком на 5 лет.
Глава Кораблинского района — Председатель районной Думы
Высшее должностное лицо, избираемое Думой Кораблинского района из своего состава, исполняющее полномочия ее председателя. До 2018 года являлся председателем районного Совета депутатов.
- Сушилин Евгений Николаевич (2005—2010)
- Аграфонова Елена Николаевна (2010—2013)
- Чиликина Елена Александровна (2013—2018)
- Дармодехин Сергей Александрович (с 2018)

Администрация Кораблинского района
Осуществляет исполнительные функции местного самоуправления в районе.
Главы администрации Кораблинского района
- Браткин Виктор Павлович (1991—2004)
- Липатов Михаил Павлович (2004—2013)
- Николаева Светлана Олеговна (2013—2018)
- Елютин Владимир Алексеевич (и. о. 2018)
- Объедкова Нина Константиновна (с 2018)

## Экономика
Сельское хозяйство
Специализация сельскохозяйственного производства района — молочно-зерновая. Из зерновых культур выращиваются пшеница, рожь, овес, ячмень, просо. Население также занимается выращиванием картофеля. При этом продукция растениеводства в общем объёме составляет — 58,3 %, животноводства — 46,2 %. Земли сельскохозяйственного назначения — 84111 га.
Крупнейшие сельскохозяйственные предприятия:
| №  | Предприятие                          | Адрес           |
| -- | ------------------------------------ | --------------- |
| 1  | ООО «Агрос»                          | Незнаново       |
| 2  | ООО ОПХ «Быковская степь»            | Быковская Степь |
| 3  | ООО «Горзем»                         | Бобровинки      |
| 4  | ООО «им. Пряхина В.Г.»               | Незнаново       |
| 5  | «Кораблино-Агро» (филиал ООО «ЛАПК») | Моловка         |
| 6  | ОАО «Кораблинохлебопродукт»          | Кораблино       |
| 7  | ОАО «Кораблинский молзавод»          | Кораблино       |
| 8  | ООО «Курбатовское»                   | Курбатово       |
| 9  | ООО «Новая жизнь»                    | Ковалинка       |
| 10 | ООО «Пламя» (отделение)              | Аманово         |
| 11 | ООО «Пламя» (отделение)              | Ерлино          |
| 12 | ООО «Пламя» (отделение)              | Яблонево        |
| 13 | ООО «Пламя» (отделение)              | Великая Лука    |
| 14 | ООО «Пламя» (отделение)              | Кипчаково       |
| 15 | ООО «Пчёлка»                         | Гудово          |
| 16 | ООО «Родина»                         | Молвина Слобода |
| 17 | ООО «Семионагро»                     | Семион          |

Промышленность
Крупнейшие промышленные предприятия:
| № | Предприятие                                    | Адрес     |
| - | ---------------------------------------------- | --------- |
| 1 | ООО «Кораблинская текстильная мануфактура»     | Кораблино |
| 2 | ОАО «Ключанский спиртзавод»                    | Ключ      |
| 3 | ООО «Кораблинский каменный карьер»             | Княжое    |
| 4 | ООО «Кораблинский завод модульных конструкций» | Кораблино |
| 5 | ООО ДПМК «Кораблинская»                        | Кораблино |

## Транспорт

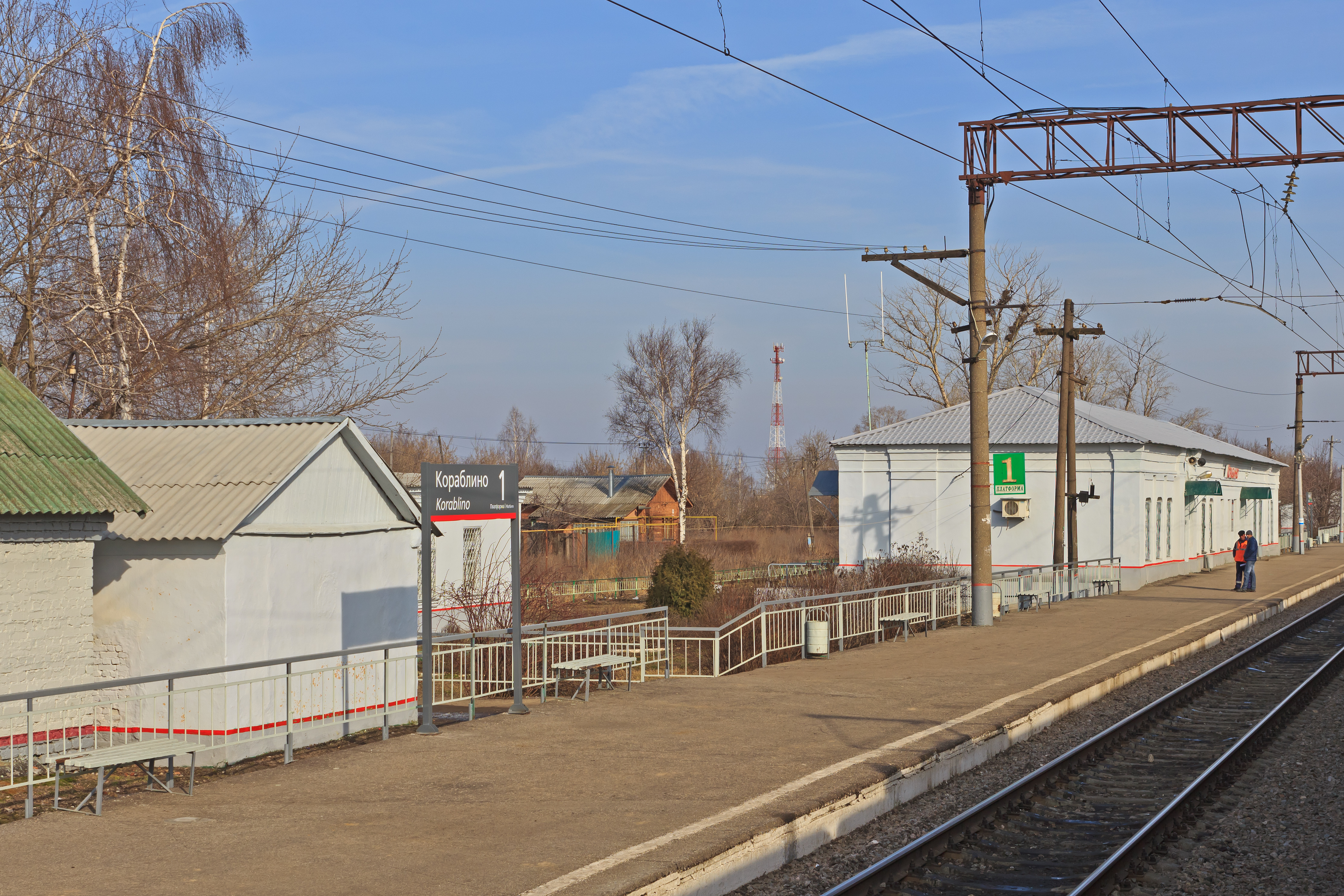
Станция Кораблино

Через район проходят железная дорога «Рязань—Ряжск—Мичуринск», автодороги на Рязань, Скопин, Ряжск.
В районе действуют 4 железнодорожные станции:
- станция «Чемодановка»
- ост. пункт «Биркино»
- ост. пункт 282 км
- станция «Кораблино»
- ост. пункт 293 км

Автобусные пассажирские перевозки производятся Кораблинским автотранспортным предприятием и некоторыми индивидуальными предпринимателями. Действует один внутригородской автобусный маршрут РМЗ — Бобровинки.
Действующие маршруты:
- Кораблино — Рязань
- Кораблино — Чижово
- Кораблино — Ключ
- Кораблино — Великая Лука
- Кораблино — Моловка
- Кораблино — Скопин
- Кораблино — Новомичуринск
- Кораблино — Курбатово
- Кораблино — Пустотино
- Кораблино — Семион
- Кораблино — Ибердский

## Образование
В Кораблинском районе работают 16 школ, 14 организаций дошкольного образования и 5 дополнительного образования: спортивная, художественная, музыкальная школы, а также дом детского творчества. Учреждения дополнительного образования и развития посещают 1987 человек, то есть всего 77,7 % обучающихся района пользуются услугами учреждений дополнительного образования на бесплатной основе. С ними занимаются 73 педагога дополнительного образования. Все школы перешли на занятия в одну смену.
В городе Кораблино действует Агротехнологический техникум.

## Культура и СМИ
В Кораблинском районе функционируют 58 учреждений культуры. Среди них Кораблинский районный дом культуры, Кораблинская центральная библиотечная система, состоящая из 29 библиотек. Действует краеведческий музей.
Районный дом культуры является центром социально-культурной жизни города Кораблино и Кораблинского района. При нём действуют 27 творческих коллективов, в которых занимается 433 человека. Из них 15 детских коллективов с количеством участников 250 человек.
Телевещание производит телерадиокомпания «Кораблино» по субботам, в вечерний прайм-тайм с 18-00 до 21-00 на телеканале ТВ-Центр. Главной газетой района является «Кораблинские вести», выходящая с 1931 года.

## Связь
Район охвачен зоной обслуживания компании «Ростелеком», предоставляющий населению услуги телефонной связи и доступ к сети интернет. С 2011 года доступ к интернету предоставляет компания «WestCall». Мобильная связь представлена операторами большой тройки — «МТС», «Билайн» и «Мегафон».

## Достопримечательности
Памятники природы
- Урочище Аманово в селе Аманово
- Урочище Пехлецкое в селе Пехлец

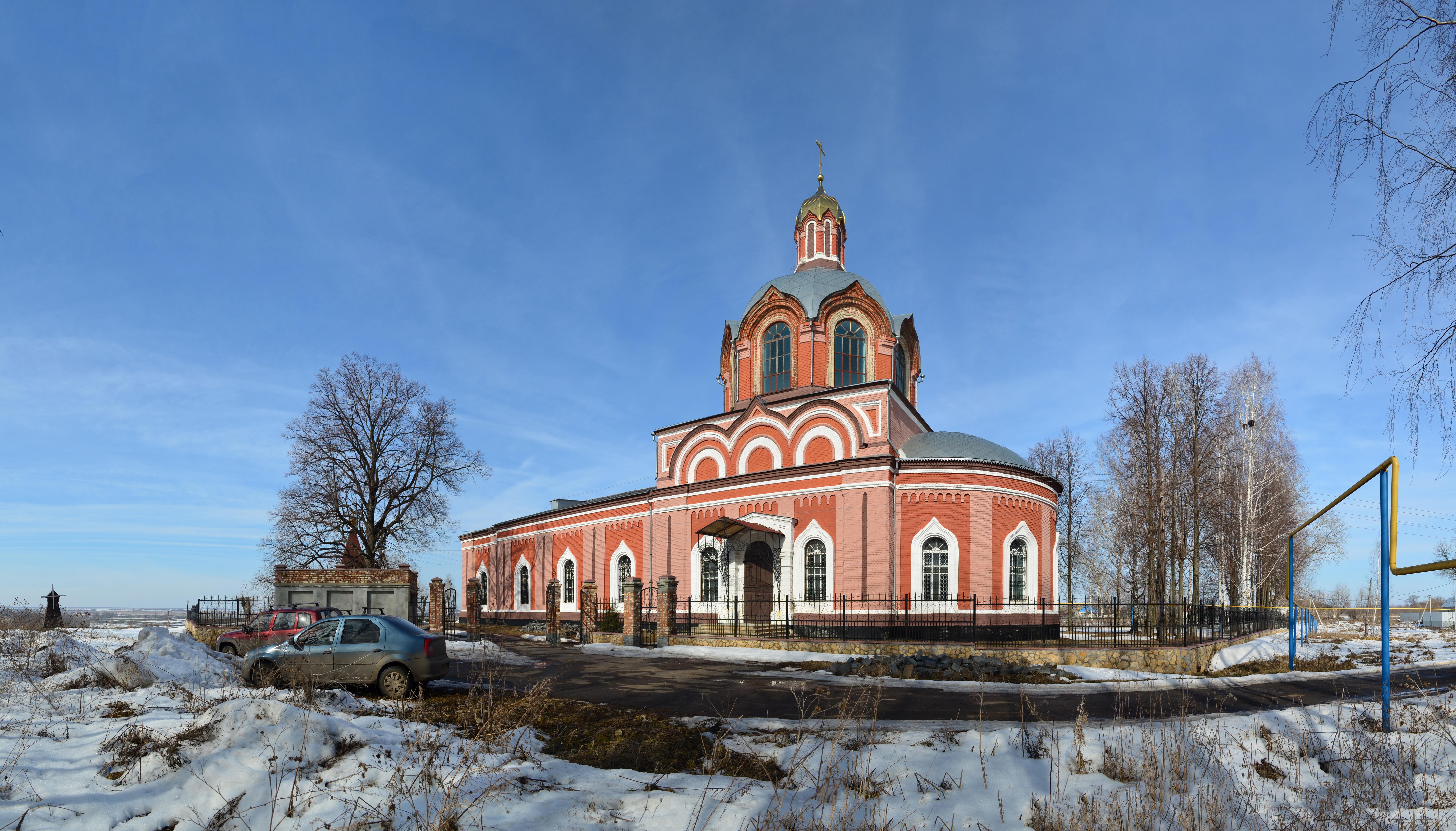
Церковь в Семионе.

- Ерлинский лес, неподалёку от села Ерлино
- Ерлинский парк-дендрарий в селе Ерлино
- Липовая аллея в деревне Зараново
- Лесостепное урочище Княжое в селе Княжое
- Лесостепная балка Ковыльная в селе Кипчаково
- Бастынь в селе Княжое

Памятники архитектуры
- Усадьба Худекова — 1880—1890 гг., с. Ерлино
- Ибердский Александро-Невский Софрониев монастырь — 1892 г., п. Ибердский
- Воздвиженская церковь — 1826 г., с. Ключ
- Троицкая церковь — 1856 г.с. Незнаново
- Церковь Симеона Столпника — 1874 г., с. Семион
- Введенская церковь — 1884 г., с. Лесуново
- Воздвиженская церковь — 1850 г., с. Красные Выселки
- Тихвинская церковь — 1805 г., с. Пехлец
- Спасская церковь — 1734 г., с. Серьзево
- Александровская церковь — 1901 г., с. Кикино
- Владимирская церковь — 1805 г., с. Неретино
- Троицкая церковь — 1736 г., с. Троица
- Церковь Рождества Богородицы — 1840 г., с. Курбатово
- Архангельская церковь — 1890 г., с. Кумино
- Никольская церковь — 1828 г., с. Бестужево
- Покровская церковь — 1844 г., с. Яблонево
- Пятницкая церковь — XVII в., с. Толпино

## Люди, связанные с районом
См. также: Категория:Родившиеся в Кораблинском районе
- Брылкин, Михаил Васильевич (1918—2000) — актёр Рязанского областного театра драмы и ТЮЗа, заслуженный артист РСФСР
- Буланов, Владимир Матвеевич (1921—2002), мастер и преподаватель в ремесленном училище № 1 г. Рязани, затем — в горисполкоме. Почетный гражданин г. Рязани.
- Газов, Леонид Петрович (1898—1987), советский государственный и партийный деятель. В 1938—1939 годах — 1-й секретарь Краснодарского КрК ВКП(б).
- Галкин М. П., первый председатель исполкома волостного Совета крестьянских депутатов
- Гнаткова, Зоя Григорьевна (1909—1989), художник-акварелист, преподаватель Рязанской детской художественной школы.
- Гришин, Василий Семёнович (1920—1989), полный кавалер ордена Славы. Командир отделения взвода пешей разведки 144-го отдельного батальона морской пехоты (83-я отдельная бригада морской пехоты, Отдельная Приморская армия), старший сержант. После войны жил в деревне Фролово. Работал в колхозе помощником бригадира тракторной бригады.
- Гришин, Иван Иванович (1945), доктор технических наук, профессор РГАТУ.
- Еропкин, Аполлон Васильевич (1865 — после 1920), был податным инспектором, гласным Рязанского губернского земства и Рязанской городской думы. Деятельный член партии октябристов («Союза 17 октября»), член ЦК партии. Депутат Государственной Думы I и III созывов.
- Коновалов, Дмитрий Акимович (1918—1993), прозаик, краевед.
- Куликова, Валентина Кузьминична (урожд. Костикова) (1935), заслуженный мастер спорта СССР, чемпионка Европы (1956—1960) и мира (1959) по баскетболу.
- Любимов, Вячеслав Николаевич (1947) — председатель Кораблинского райкома КПСС и райсовета в 1987—1991 годах. Внёс большой вклад в развитие района.
- Матюшин, Алексей Иванович (1924—1984), заместитель Начальника Главного управления метрополитенов Министерства путей сообщения СССР.
- Никодим (1929—1978) — митрополит Ленинградский и Ладожский.
- Поляков Р. И., первый председатель исполкома волостного Совета крестьянских депутатов.
- Союстов Фёдор Иванович (1913—1976) — председатель колхоза «Серп и Молот».
- Тарарышкин, Пётр Павлович (1923—1983), Герой Социалистического Труда, 1-й секретарь Сасовского РК КПСС, заместитель председателя Рязоблисполкома.
- Тимаков, Владимир Дмитриевич (1905—1977), академик. С 1945 года возглавлял Институт эпидемиологии и микробиологии им. Н. Ф. Гамалеи. Академик АН СССР и АМН СССР, в 1968—1977 годах — президент АМН СССР, Герой Социалистического Труда.
- Циплаков, Михаил Владимирович (1923), Герой Социалистического Труда, 1-го секретарь Шиловского РК КПСС.
- Чеканов, Василий Яковлевич (3 декабря 1922 — 26 декабря 1985) — российский учёный-юрист, доктор юридических наук, профессор, заведующий кафедры советского уголовного процесса СЮИ-СГАП (1973—1985).
- Чельцов, Михаил Павлович (1870-07.01.1931) Священномученик, протоиерей, известный богослов и исповедник веры.
- Шишов Н. П., первый председатель исполкома волостного Совета крестьянских депутатов.
- Яхонтов, Степан Дмитриевич (1853—1940), краевед, историк, археограф, музеевед, педагог.

### Герои Советского Союза
- Борискин, Пётр Никитович (1921—1990), младший лейтенант, командир танка 87-го танкового полка.
- Галкин, Павел Андреевич (1922) — штурман 9-го гвардейского минно-торпедного авиационного полка.
- Грачёв, Иван Петрович (1915—1944), гвардии майор, командир эскадрильи 68-го гвардейского истребительного авиационного полка. Родился в деревне Фролово.
- Гусев, Иван Петрович (1920—1945) — старший лейтенант, командир взвода 28-го танкового полка.
- Жидов, Георгий Никонорович (1916—1974) — лётчик-истребитель, полковник. Родился в деревне Толмачёвка.
- Зайцев, Дмитрий Михайлович (1922—1980), летчик 91-го гвардейского штурмового авиационного полка, гвардии капитан.
- Зубкова, Антонина Леонтьевна (1920—1950) — гвардии старший лейтенант, штурман эскадрильи 125-го гвардейского бомбардировочного авиационного полка. Её именем названы улицы в г. Кораблино, Рязани и селе Семион.
- Илюшин, Иван Яковлевич (1915—2003) — командир стрелкового взвода.
- Лукашин, Василий Иванович (1920—1983), старший лейтенант, командир эскадрильи 175-го штурмового авиационного полка.
- Мартышкин, Сергей Петрович (1915—1961), командир отделения 149-го стрелкового полка, участник боев у р. Халхин-Гол).
- Синицын, Александр Павлович (1922—1944), старший сержант, командир взвода отдельной разведывательной роты 20-й гвардейской механизированной бригады.
- Стрельцов, Василий Дмитриевич (1921—1966), капитан, командир минометной батареи 75-го стрелкового полка.
- Тихонов, Василий Иванович (1912—1939), младший политрук, политрук роты разведчиков 9-й мотоброневой бригады 1-й армейской группы. Участник боев у р. Халхин-Гол.
- Шебанов, Фёдор Акимович (1921—1951), старший лейтенант, старший летчик истребительного авиационного полка.
- Стрекалов, Геннадий Михайлович (1940) — космонавт. Жил в селе Семион в 1941-47 гг. Его предки — выходцы из села Семион.

### Герои Российской Федерации
- Сарычев, Игорь Владимирович (1976—1999) — командир разведывательного взвода 173-й отдельной разведывательной роты 106-й гвардейской ВДД. Гвардии лейтенант. Школа № 3 с 2000 года носит его имя.